# Christine Poon
Christine Poon (Brentwood, 1951) è un'imprenditrice statunitense.

## Biografia
Christine Poon è stata vicepresidente esecutivo della Johnson & Johnson e presidente delle attività mondiali della parte farmaceutica del gruppo. Ora è parte del consiglio di amministrazione di vari gruppi finanziari ed industriali, tra i quali anche il gruppo olandese Philips.
Per vari anni è stata inserita nella lista delle 100 donne più potenti del mondo secondo Forbes.